# Cellule mucoïde
Les cellules mucoïdes ou cellules à onglet, s'associent pour former une membrane continue qui revêt et protège toute la paroi de l'estomac. Morphologiquement, elle ressemble à la cellule caliciforme, seule la composition du mucus y est différente.

## Histologie
À la différence des cellules caliciformes, les cellules mucoïdes sécrètent aussi du bicarbonate de sodium qui permet de diminuer le stress chimique que subit l'épithélium en réduisant le pH et aussi d'étaler le mucus sur la paroi.